# Anabarhynchus busseltonensis
Anabarhynchus busseltonensis är en tvåvingeart som beskrevs av Lyneborg 2001. Anabarhynchus busseltonensis ingår i släktet Anabarhynchus och familjen stilettflugor. Inga underarter finns listade i Catalogue of Life.